# Гарольд и Мод
Гарольд и Мод (англ. Harold and Maude) — мелодраматическая чёрная комедия американского режиссёра Хэла Эшби, снятая в 1971 году по одноимённой пьесе Колина Хиггинса. Фильм был выпущен компанией Paramount Pictures.
В 1993 году включён в Национальный реестр фильмов как обладающий «культурным, историческим или эстетическим значением.»". По версии Американского института кино картина занимает 45-е место в списке 100 комедий и 9-е место в списке «10 лучших романтических комедий» 10 фильмов из 10 жанров; кроме того, фильм вошёл в списки самых вдохновляющих и самых страстных фильмов по версии института.
Специальное издание Blu-ray и DVD Criterion Collection было выпущено 12 июня 2012 года.

## Сюжет
Гарольд Чейзен — сын состоятельной женщины. Мать не воспринимает сына самостоятельной личностью, предпочитая видеть в нём созданный ей же самой образ. Гарольд, страдая от одиночества, открывает для себя пожалуй единственный способ как-то привлечь к себе внимание матери — инсценировка самоубийства. В дальнейшем это превратилось в излюбленное хобби — Гарольд осуществляет «постановку» множества самых разнообразных самоубийств.

## В ролях
| Актёр         | Роль                  |
| ------------- | --------------------- |
| Бад Корт      | Гарольд Паркер Чейзен |
| Рут Гордон    | Марджори "Мод" Чардин |
| Вивиан Пиклз  | Миссис Чейзен         |
| Сирил Кьюсак  | скульптор Глаукус     |
| Чарльз Тайнер | Виктор, дядя Гарольда |
| Эллен Гир     | Саншайн Доре          |
| Том Скерритт  | офицер полиции        |

## Критика
Картина получила смешанные отзывы, некоторые критики были оскорблены использованием чёрного юмора в фильме.
Роджер Эберт в обзоре от 1 января 1972 года дал фильму полторы из четырёх звезд. Он написал: «И вот, наконец, мы получаем фильм об отношениях. Гарольд — это смерть, Мод — жизнь, и им удается сделать так, чтобы они казались такими похожими, что жизнь вряд ли стоит лишних забот. Визуальный стиль заставляет картину выглядеть свежо».
Винсент Кэнби также писал о фильме, заявляя, что актёры «настолько агрессивны, настолько жутки и отвратительны, что Гарольд и Мод явно созданы друг для друга, и сам фильм отказывается это признавать и выдает свои жизнеутверждающие претензии».
Впоследствии репутация фильма значительно возросла.
На сайте Rotten Tomatoes фильм имеет рейтинг 86 %, на основе 49 рецензий критиков, со средним баллом 7,8 из 10. Критический консенсус сайта гласит: «Комедия Хэла Эшби слишком темная и извращенная для некоторых, и иногда выходит за рамки, но нельзя отрицать теплый юмор и большое сердце фильма».
В 2005 году Гильдия сценаристов Америки присвоила сценарию фильма 86 место в списке «101 величайшего сценария всех времён».
Журнал Sight & Sound проводит опрос о лучших мировых кинорежиссёрах каждые десять лет, чтобы найти десять величайших фильмов всех времен. В 2012 году Ники Каро, Ванури Кахиу и Сайрус Фриш проголосовали за «Гарольда и Мод». Фриш прокомментировал: «Воодушевление мысли за пределами очевидного!».
В 2017 году критик Chicago Tribune Марк Каро написал запоздалую рецензию: «Извините, Гарольд и Мод, за то, что я так долго отказывал вам. Вы мой любимый фильм».

## Призы и награды
- Приз за лучший фильм Вальядолидского кинофестиваля, 1974 год
- Номинация «Самый многообещающий дебютант, исполнивший главную роль» (Бад Корт), Британская академия кино и телевизионных искусств, 1973 год
- Номинация «За лучшую женскую роль — комедия или мюзикл» (Рут Гордон), «Золотой глобус», 1972 год
- Номинация «За лучшую мужскую роль — комедия или мюзикл» (Бад Корт), «Золотой глобус», 1972 год
- 9-е место в списке «10 лучших романтических комедий» по версии AFI
- 69-е место в списке «100 самых страстных американских фильмов за 100 лет» по версии AFI
- 89-е место в списке «100 самых вдохновляющих американских фильмов за 100 лет» по версии AFI
- 45-е место в списке «100 самых смешных американских фильмов за 100 лет» по версии AFI

## Музыка
Музыка к фильму была написана и исполнена Кэтом Стивенсом. Элтон Джон предложил ему записать саундтрек, после того как сам Джон выбыл из проекта.
Стивенс написал две оригинальные песни для фильма «Не стесняйся» и «Если хочешь петь, пой» и исполнил инструментальные и альтернативные версии песен «На пути к выяснению», «Я желаю, желаю», «Мили из ниоткуда», «Чай для Тиллермана», «Думаю, я вижу свет», «Где играют дети?» и «Trouble».
В фильме есть дополнительная музыка, не принадлежащая Стивенсу.

#### Саундтрек 1972 года
Первый саундтрек был выпущен в Японии в 1972 году на виниле и кассете (A&M Records GP-216). В нём отсутствовали две оригинальные песни и все инструментальные и альтернативные версии песен, и был в основном составлен из переизданного материала, который был в фильме, наряду с пятью песнями, которых не было в фильме.
- 1. «Morning Has Broken» (не звучит в фильме)
  2. «Wild World» (не звучит в фильме)
  3. «I Think I See the Light»
  4. «I Wish, I Wish»
  5. «Trouble»
  6. «Father and Son» (не звучит в фильме)
  7. «Miles from Nowhere»
  8. «Lilywhite» (не звучит в фильме)
  9. «Where Do the Children Play?»
  10. «On the Road to Find Out»
  11. «Lady D'Arbanville» (не звучит в фильме)
  12. «Tea for the Tillerman»

#### Саундтрек 2007 года
Второй саундтрек был выпущен в декабре 2007 года под лейблом Vinyl Films, тиражом 2500 экземпляров. В нём содержалась 30-страничная устная история создания фильма, включающая в себя самую обширную серию интервью о Гарольде и Мод.
- 1. «Don’t Be Shy»
  2. «On the Road to Find Out»
  3. «I Wish, I Wish»
  4. «Miles from Nowhere»
  5. «Tea for the Tillerman»
  6. «I Think I See the Light»
  7. «Where Do the Children Play?»
  8. «If You Want to Sing Out, Sing Out»
  9. «If You Want to Sing Out, Sing Out (версия для банджо)» — ранее не выпущенная
  10. «Trouble»
  11. «Don’t Be Shy (альтернативная версия)» — ранее не выпущенный
  12. «If You Want to Sing Out, Sing Out (инструментальная версия)» — ранее не выпущенный
  13. «Don’t Be Shy (инструментальная версия)» — ранее не выпущенный
  14. «If You Want to Sing Out, Sing Out (альтернативная версия)» — ранее не выпущенный